# Grigny-sur-Rhône
Grigny-sur-Rhône es una comuna francesa situada en la Metrópoli de Lyon, de la región de Auvernia-Ródano-Alpes. Pertenece a la aglomeración urbana de Lyon.
La comuna fue nombrada Grigny hasta el 31 de diciembre de 2024.

## Demografía
| 6 028 | 7 994 | 10 177 | 8 108 | 7 498 | 7 873 | 8 477 | 9 245 | 9 662 | 9 9941 |
| Para los censos de 1962 a 1999 la población legal corresponde a la población sin duplicidades (Fuente: INSEE [Consultar]) |       |        |       |       |       |       |       |       |        |